# Amerikansk spillkråka
Amerikansk spillkråka (Dryocopus pileatus) är en nordamerikansk fågel i familjen hackspettar.

## Kännetecken

### Utseende
Amerikansk spillkråka är en mycket stor (40–48 cm) och lätt igenkännbar hackspett. Den är huvudsakligen svart med en vit handbasfläck och vita undre vingtäckare. På huvudet syns röd nacktofs, svart ögonstreck och en vit strimma från näbbroten, utmed halssidan och vidare ner mot bröstet. Hanen är röd även på pannan och i ett mustaschstreck. Flykten är liksom hos andra spillkråkor rak med djupa vingslag, inte bågig.

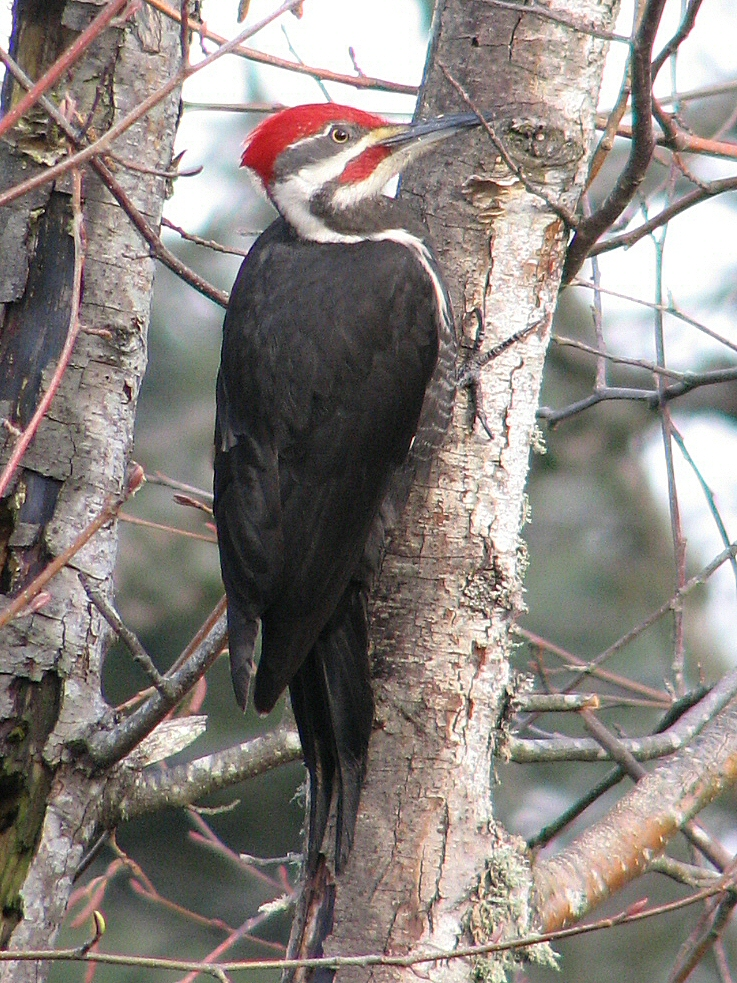
Adult hane
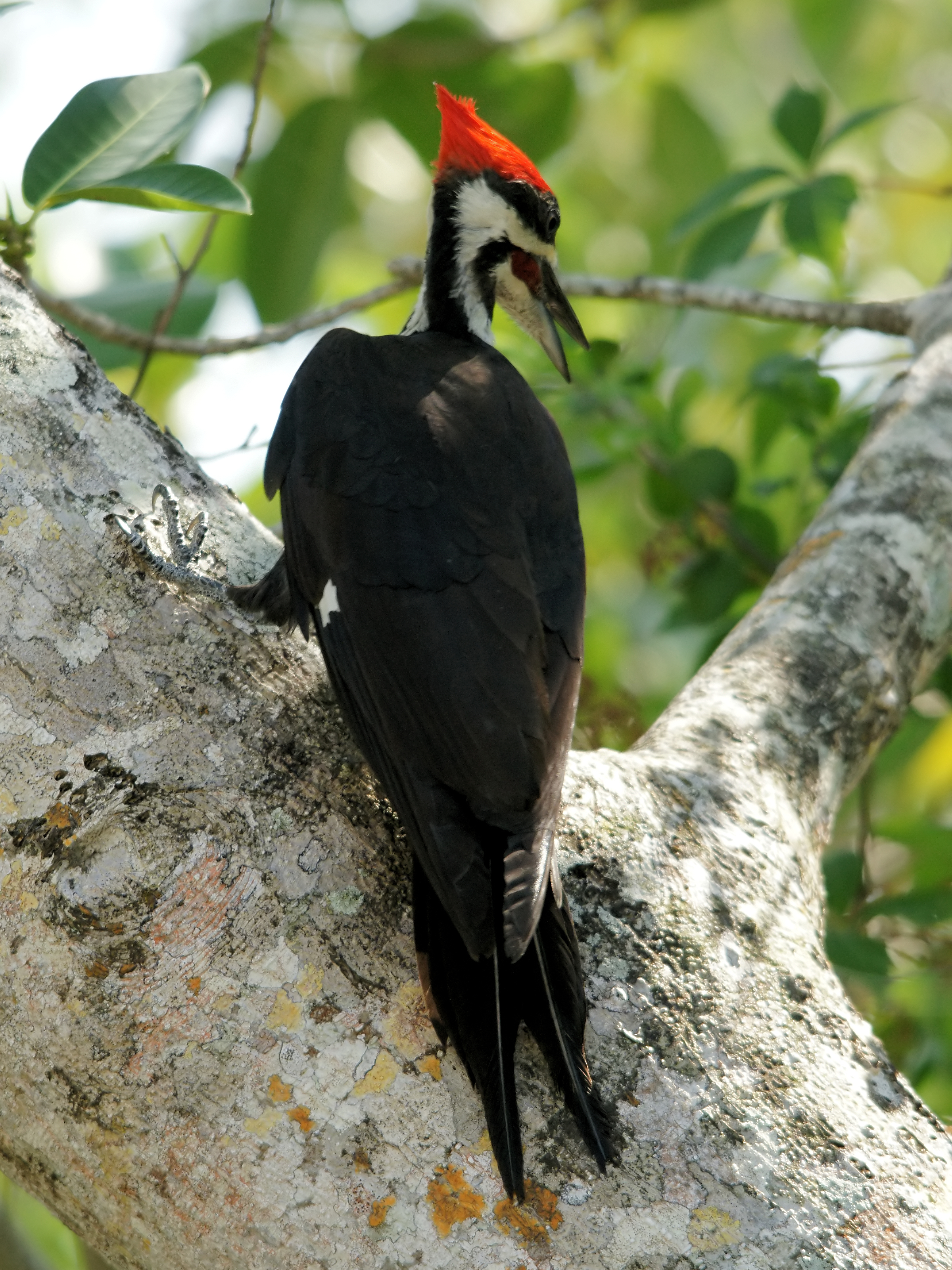
Ung hane
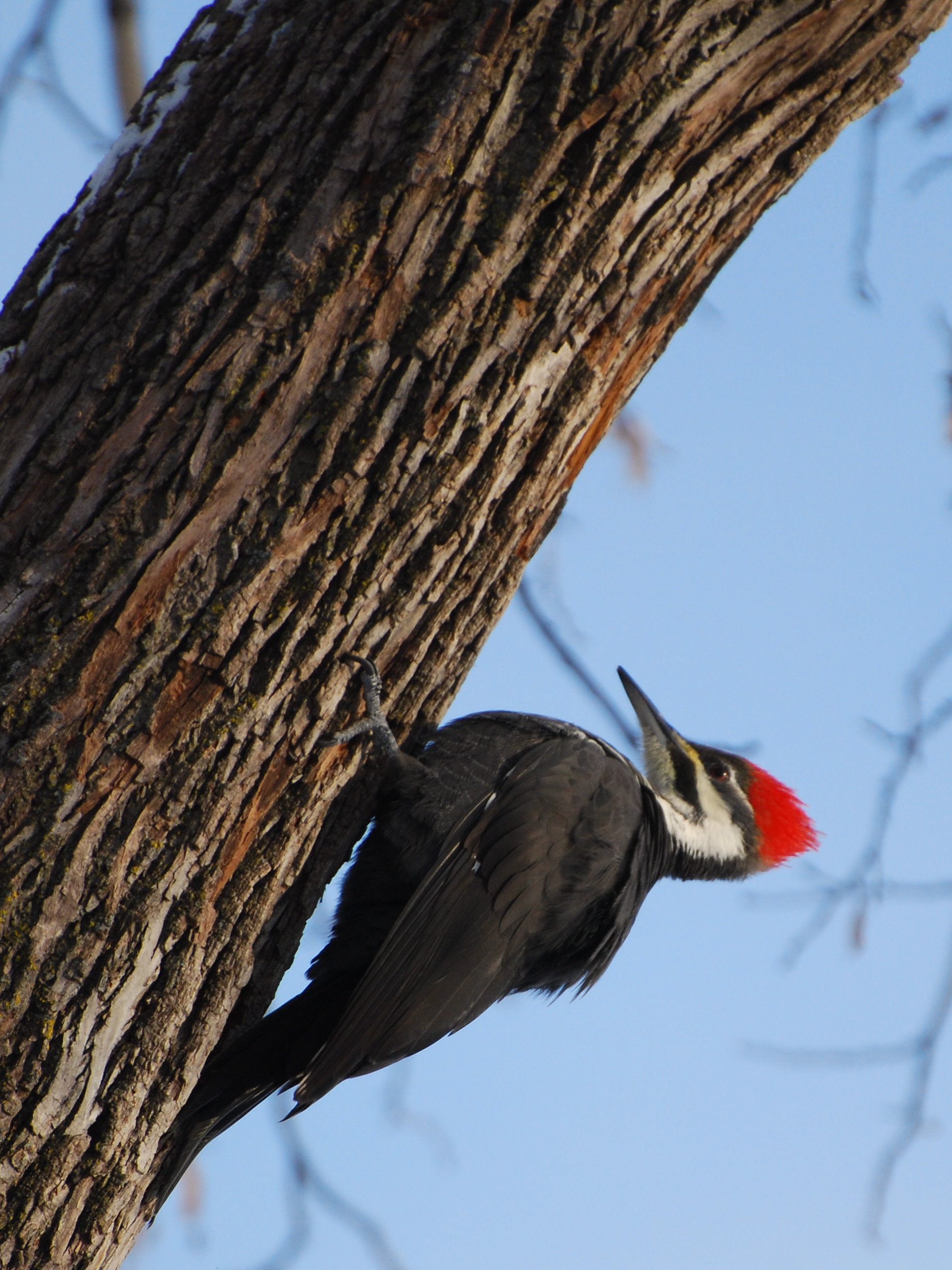
Adult hona
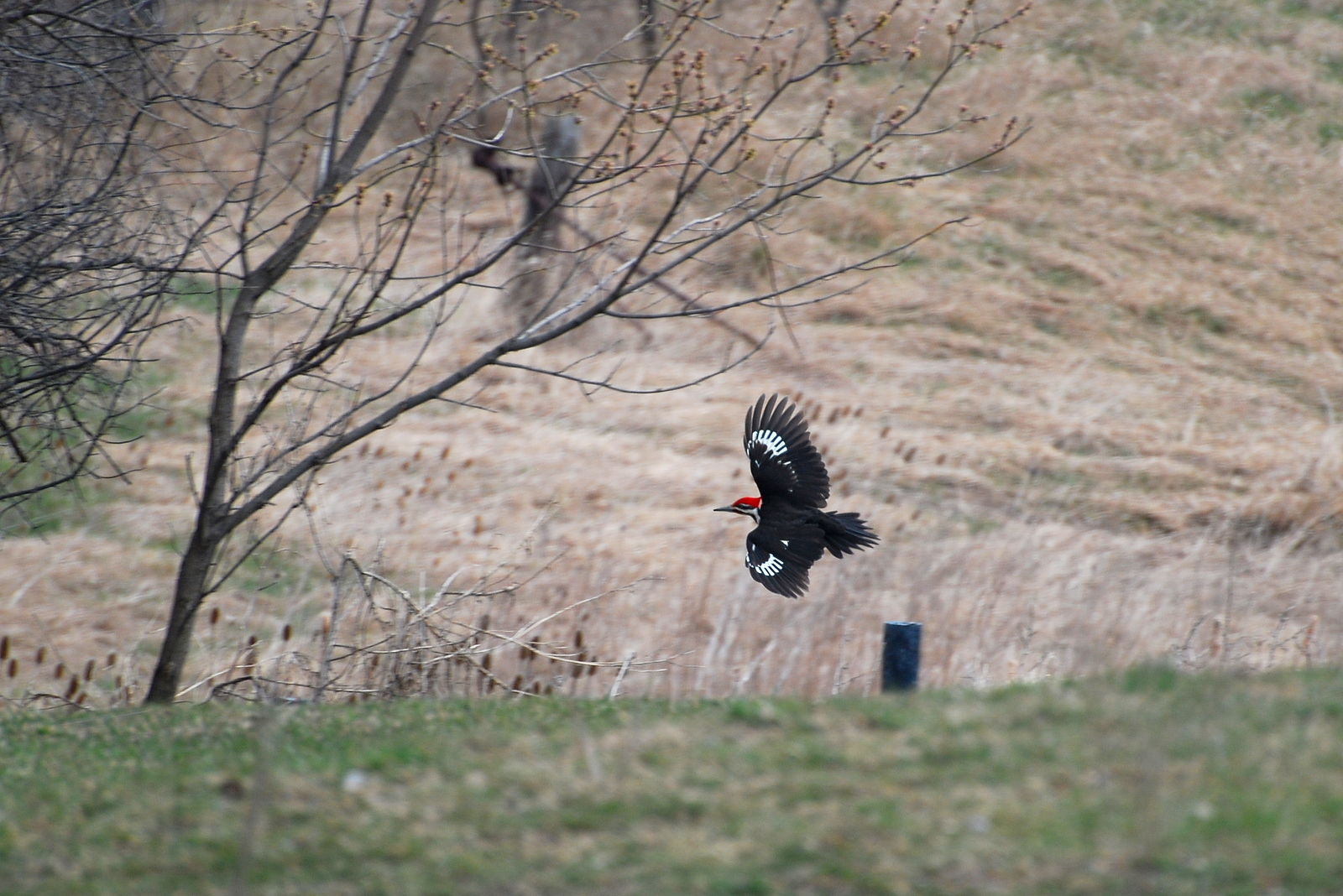
I flykten

### Läten
Lätet bekrivs i engelsk litteratur som ett djupt och ekande "wek", ofta förlängt i serier likt guldspetten men mer oregelbundet och "vildare". Även ljusare och snabbare "kuk kuk keekeekeekeekeekeekeekeekuk kuk" hörs. Arten trummar kraftfullt och långsamt, först ökande i hastighet och sedan avstannande mot slutet.

## Utbredning och systematik
Amerikansk spillkråka delas in i två underarter med fölkjande utbredning:
- Dryocopus pileatus abieticola – förekommer från södra British Columbia till centrala Kalifornien och nordöstra USA
- Dryocopus pileatus pileatus – förekommer i sydöstra USA från Illinois till Virginia, Texas och Florida

### Släktestillhörighet
DNA-studier visar att spillkråkorna i släktet Dryocopus inte är varandras närmaste släktingar. Det har gjort att vissa fört de amerikanska arterna, däribland amerikansk spillkråka, till det egna släktet Hylatomus. De flesta av de ledande taxonomiska auktoriteterna behåller de dock fortfarande samlade i Dryocopus.

## Levnadssätt
Amerikanska spillkråkan hittas i högrest barr- och lövskog. Den ses ofta födosöka långt ner på döda träd eller lågor efter favoritfödan hästmyror och hackar då ut karakteristiska ovala eller rektangulära hål. Fågeln häckar från april i söder, i norr och i mer höglänt terräng i maj–juni.

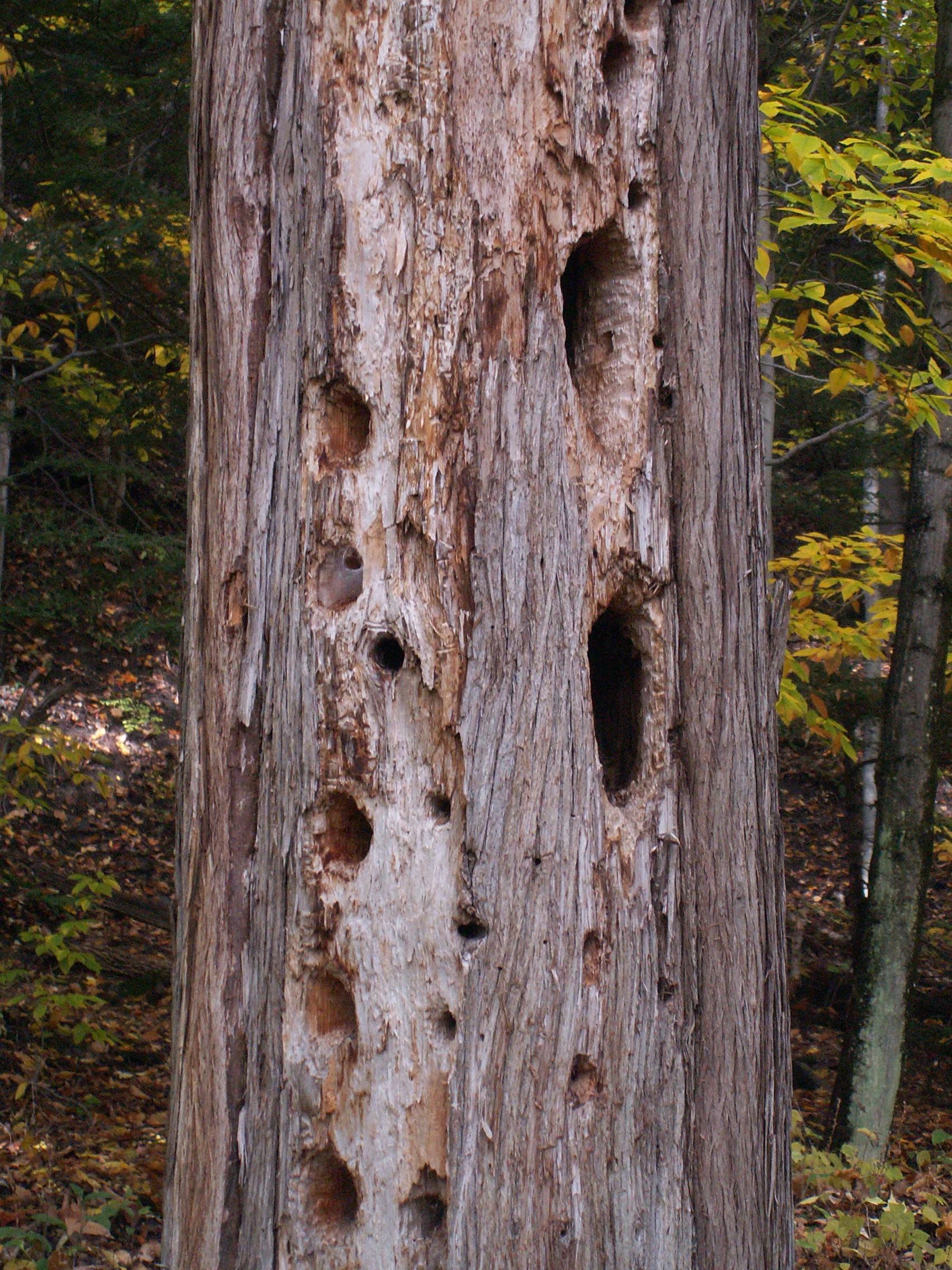
Uthuggen trädstam.

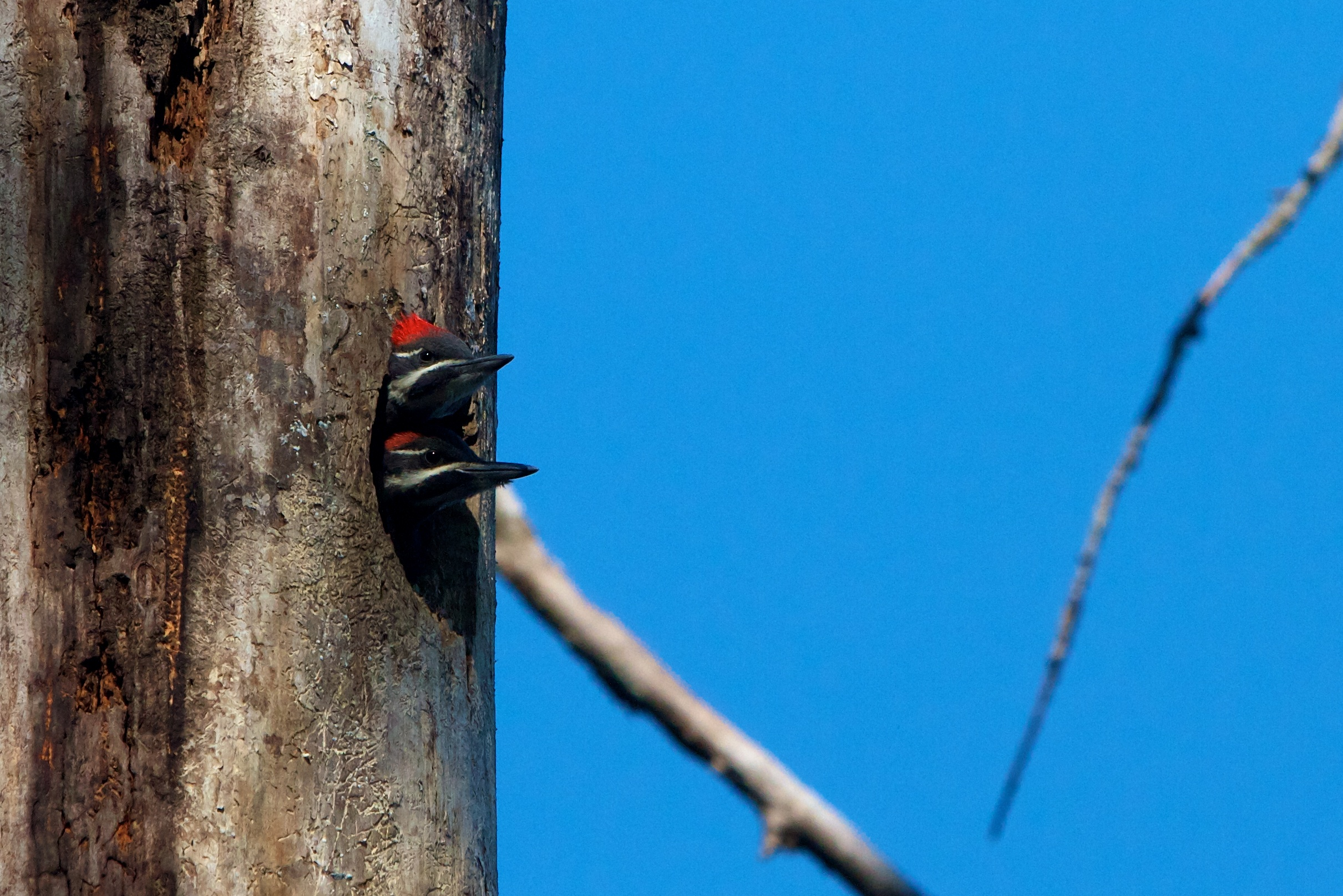
Bo med ungar.

## Status och hot
Arten har ett stort utbredningsområde och en stor population, och tros öka i antal. Utifrån dessa kriterier kategoriserar internationella naturvårdsunionen IUCN arten som livskraftig (LC).

## Namn
I Nya Sverige kallade svenskarna denna fågel för tillkroka. 